# Cédric Ondo Biyoghé
Cédric Ondo Biyoghé (né le 17 août 1994 au Gabon) est un joueur de football international gabonais, qui évolue au poste d'attaquant.
Il évolue avec l'équipe du Maghreb Association sportive.

## Biographie

### Carrière en sélection
Il joue son premier match en équipe du Gabon le 5 mars 2014, en amical contre le Maroc (match nul 1-1).
Il participe ensuite au championnat d'Afrique des nations 2016 organisé au Rwanda.
En janvier 2017, il est retenu par le sélectionneur José Antonio Camacho afin de disputer la Coupe d'Afrique des nations 2017 qui se déroule au Gabon.

## Palmarès
CF Mounana
- Championnat du Gabon (1) :
  - Champion : 2016
- Coupe du Gabon (1) :
  - Vainqueur : 2015.